# Fernand Wibaux
Fernand Wibaux (né le 21 juillet 1921 à Paris et mort le 17 décembre 2013 à Brunoy) est un haut fonctionnaire français, acteur important des relations entre la France et l'Afrique francophone des indépendances au milieu des années 1980.

## Biographie
Fernand Marcel René Wibaux est le fils de René Wibaux, médecin et résistant français, et de Marcelle Aline Charlotte Caudrelier.
Résistant, dans le réseau Centurie et le réseau Saint-Jacques, pendant la Seconde Guerre mondiale, à l'âge de 19 ans, dès fin 1940.
Docteur en droit, Fernand Wibaux entre à la Libération au ministère de l’Intérieur. Chef de cabinet de Gaston Defferre, alors ministre de l'Outre Mer, c'est lui qui rédige la loi-cadre de juin 1956 qui prépare les indépendances.
Directeur général de l’Office du Niger de 1956 a 1960 puis consul général de France à Bamako, il est nommé ambassadeur au Mali de novembre 1960 à 1964. Il prend en charge la direction de l'Office Central d'Accueil Universitaire de 64 à 68, puis est nommé ambassadeur à Fort-Lamy (N’Djaména, Tchad) de 1968 à 1974. Il se voit ensuite confier la direction des affaires culturelles et sociales au ministère de la Coopération de 1974 à 1976, avant d’être nommé directeur de cabinet du ministre de la Coopération Jean de Lipkowski (janvier-août 1976).
Il a également été ambassadeur à Dakar de 1977 à 1983 et, enfin, à Beyrouth de 1983 à 1985, ainsi que Haut-commissaire de la République en Nouvelle-Calédonie du 31 mai 1985 au 1er août 1986, au plus fort des « Événements » qui voient s'opposer violemment partisans et opposants à l'indépendance de cet archipel.
Franc-maçon, il est membre du Grand Orient de France.

## Distinctions
- Grand officier de la Légion d'honneur
- Commandeur de l'ordre national du Mérite
- Croix de guerre 1939–1945

Fernand Wibaux est grand officier de l'ordre national de la Légion d'honneur, commandeur de l'ordre national du Mérite et décoré de la croix de guerre 1939-1945.